# Vivoin

Vivoin este o comună în departamentul Sarthe, Franța. În 2009 avea o populație de 912 de locuitori.